# Tricyphona (Trifurcaria) arctica
Tricyphona (Trifurcaria) arctica is een tweevleugelige uit de familie Pediciidae. De soort komt voor in het Palearctisch gebied.